# Blaesoxipha arenicola
Blaesoxipha arenicola är en tvåvingeart som beskrevs av Boris Borisovitsch Rohdendorf 1928. Blaesoxipha arenicola ingår i släktet Blaesoxipha och familjen köttflugor.
Artens utbredningsområde är Turkmenistan. Inga underarter finns listade i Catalogue of Life.